# Bosnië en Herzegovina op de Olympische Jeugdwinterspelen 2012
Bosnië en Herzegovina was een van de landen die deelnam aan de Olympische Jeugdwinterspelen 2012 in Innsbruck, Oostenrijk.

## Deelnemers en resultaten
(m) = mannen, (v) = vrouwen 

### Alpineskiën
| Olympiër      | Onderdeel        | Resultaat | Prestatie                           |
| ------------- | ---------------- | --------- | ----------------------------------- |
| Marko Sljivic | reuzenslalom (m) | -         | - (-) (DNF, -)                      |
| Marko Sljivic | slalom (m)       | -         | - (-) (47,38, DNF)                  |
| Nada Zvizdic  | reuzenslalom (v) | 31e       | 2.14,54 (+18,41) (1.06,88, 1.07,66) |
| Nada Zvizdic  | slalom (v)       | 20e       | 1.35,42 (+15,66) (51,33, 44,09)     |

### Langlaufen
| Olympiër      | Onderdeel          | Resultaat | Prestatie         |
| ------------- | ------------------ | --------- | ----------------- |
| Goran Kosarac | 10 km klassiek (m) | 39e       | 35.49,1 (+6.20,3) |
| Goran Kosarac | sprint (m)         | 38e       | kwalificatie      |

### Rodelen
| Olympiër    | Onderdeel | Resultaat | Prestatie                          |
| ----------- | --------- | --------- | ---------------------------------- |
| Kerim Catal | enkel (m) | 24e       | 1.22,633 (+3,030) (41,354; 42,677) |